# Mitsuko Miura
Pour les articles homonymes, voir Miura (homonymie).
Mitsuko Miura (三浦光子, Miura Mitsuko) est une actrice japonaise, née le 17 janvier 1917 et morte le 14 juin 1969.

## Biographie
Mitsuko Miura a tourné dans plus de 150 films entre 1938 et 1964.

## Filmographie sélective

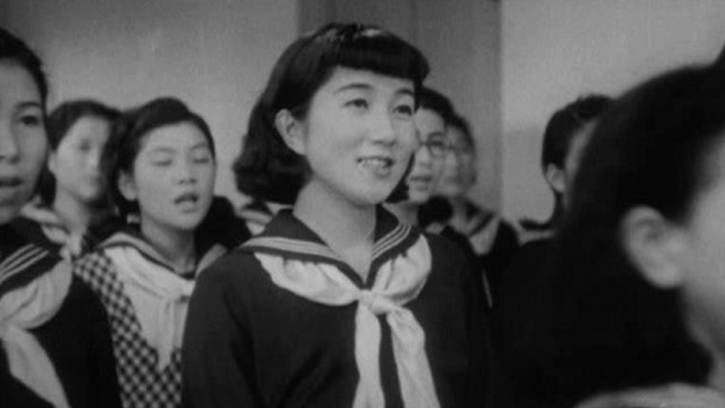
Mitsuko Miura dans Nobuko (1940).

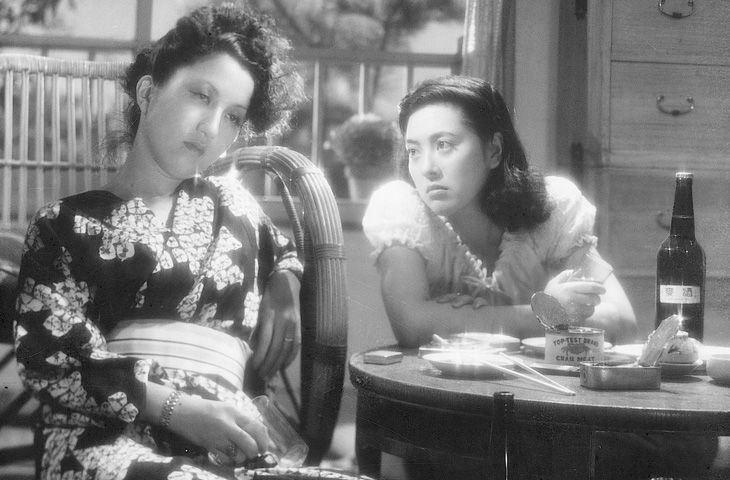
Mitsuko Miura et Kuniko Igawa dans Le Portrait (1948).

- 1938 : Hotaru no hikari (螢の光?) de Yasushi Sasaki : une étudiante
- 1938 : Une femme et son masseur (按摩と女, Anma to onna?) de Hiroshi Shimizu : une randonneuse
- 1938 : Journal d'une famille (家庭日記, Katei nikki?) de Hiroshi Shimizu : Yaeko
- 1939 : Josei no tatakai (女性の戦ひ?) de Yasushi Sasaki
- 1939 : Kuroshio (黒潮?) de Kenkichi Hara
- 1940 : Nobuko (信子, Nobuko?) de Hiroshi Shimizu : Eiko Hosokawa
- 1940 : Himetaru kokoro (秘めたる心?) de Hideo Ōba
- 1941 : La Vengeance des 47 rōnin (元禄忠臣蔵 前篇, Genroku Chushingura?) de Kenji Mizoguchi : Yōsen'in, la femme d'Asano
- 1942 : Aratanaru kōfuku (新たなる幸福?) de Noboru Nakamura
- 1942 : Chikai no minato (誓ひの港?) de Hideo Ōba
- 1944 : Kaette kita otoko (還って来た男?) de Yūzō Kawashima : Setsuko Tsuji
- 1945 : Les Demoiselles d'Izu (伊豆の娘たち, Izu no musumetachi?) de Heinosuke Gosho : Shizue
- 1945 : Soyokaze (そよかぜ?) de Yasushi Sasaki : la femme de Yoshimi
- 1946 : Grand show année 1946 (グランドショウ１９４６年, Gurando sho 1946 nen?) de Masahiro Makino
- 1946 : Le Matin de la famille Osone (大曾根家の朝, Ōsone-ke no ashita?) de Keisuke Kinoshita : Yuko Ōsone
- 1946 : La Victoire des femmes (女性の勝利, Josei no shōri?) de Kenji Mizoguchi : Moto Asakura
- 1948 : Le Portrait (肖像, Shōzō?) de Keisuke Kinoshita : l'amie de Midori
- 1950 : La Bête blanche (白い野獣, Shiroi yaju?) de Mikio Naruse : Keiko Yukawa
- 1952 : Les Sœurs de Nishijin (西陣の姉妹, Nishijin no shimai?) de Kōzaburō Yoshimura : Yoshie
- 1952 : Le Palanquin volant (すっ飛び駕 (Suttobi kago?) de Masahiro Makino : Ogin
- 1952 : L'Éclair (稲妻, Inazuma?) de Mikio Naruse : Mitsuko
- 1953 : Daibosatsu Tōge (大菩薩峠 甲賀一刀流の巻?) de Kunio Watanabe : Ohama
- 1953 : Daibosatsu Tōge - Dai-ni-bu: Mibu to Shimabara no maki; Miwa kamisugi no maki (大菩薩峠 第二部 壬生と島原の巻 三輪神杉の巻?) de Kunio Watanabe : Ohama / Otoyo
- 1953 : Daibosatsu Tōge - Dai-san-bu: Ryūjin no maki; Ai no yama no maki (大菩薩峠 第三部 竜神の巻 間の山の巻?) de Kunio Watanabe : Otoyo
- 1954 : Le Deuxième Baiser (第二の接吻, Daini no seppun?) de Hiroshi Shimizu et Keiji Hasebe
- 1954 : Akuma ga kitarite fue o fuku (?) de Sadatsugu Matsuda
- 1956 : Akō rōshi: Ten no maki, chi no maki (赤穂浪士 天の巻 地の巻?) de Sadatsugu Matsuda : Riku, la femme d'Ōishi
- 1956 : La Révolte des Kuroda (黒田騒動, Kuroda sodo?) de Tomu Uchida
- 1957 : Une femme indomptable (あらくれ, Arakure?) de Mikio Naruse : Oyu
- 1958 : Okon no hatsukoi hanayome nanahenge (おこんの初恋 花嫁七変化?) de Kunio Watanabe
- 1962 : Wakai hito (若い人?) de Katsumi Nishikawa : Hatsu Enami